# Супра (застолье)

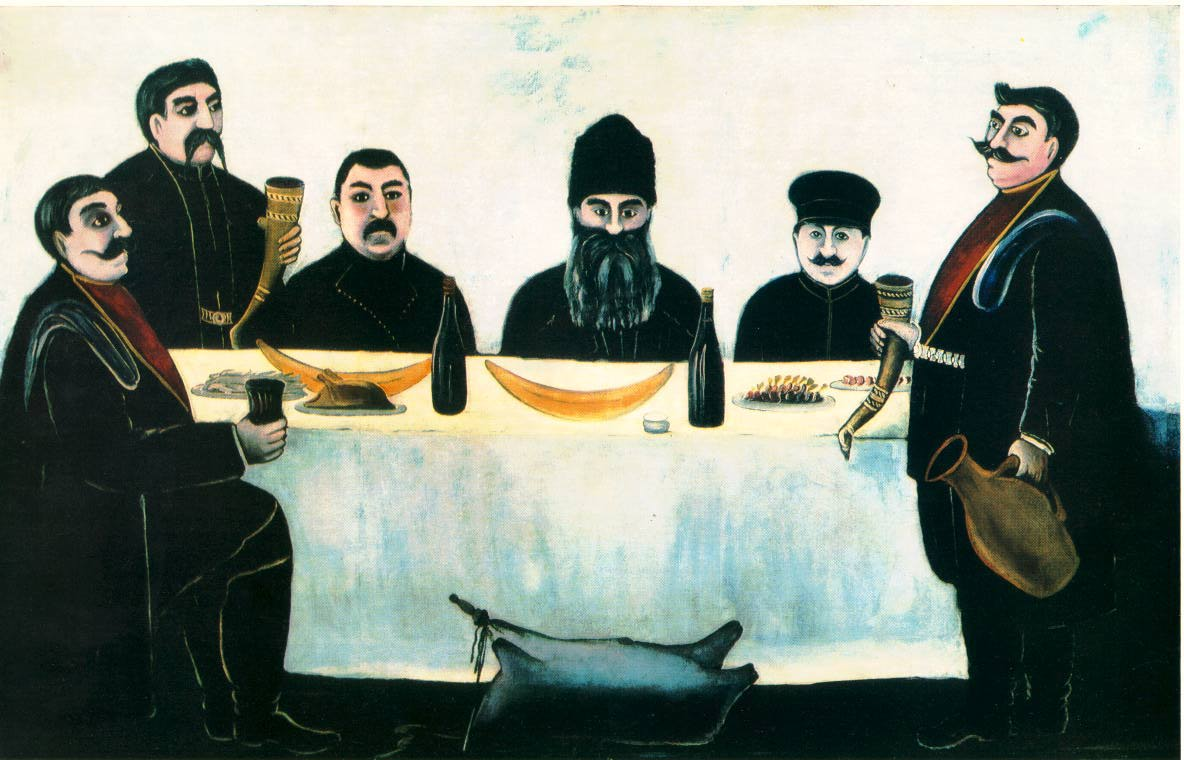
Супра на картине «Пир» Нико Пиросмани, 1910-е

Су́пра (с груз. სუფრა — скатерть) — традиционное  грузинское застолье и важная часть грузинской социальной культуры. Супра — это традиция застолья, сочетающая в себе порядок проведения трапезы с употреблением блюд национальной кухни и вина, произнесением тостов, исполнением полифонического пения.
Существует два основных типа супры: праздничная, называемая лхи́нис су́пра (с груз. ლხინის სუფრა — застолье веселья), чаще - кеи́пи (с груз. ქეიფი — пир, пиршество) и поминальная, называемая чи́рис су́пра (с груз. ჭირის სუფრა — супра горя), в которую входят: келе́хи (проходит после погребения покойного) и цлиста́ви (на годовщину усопшего).

## Этимология
По одной из версий слово супра происходит от грузинского «საფარი» (сапари), то есть скатерть, покрывало; где «са» — приставка принадлежности, а «пари» — щит, оболочка. 
Большие общественные застолья в Грузии никогда не проводятся без скатерти; когда нет столов, скатерть укладывается прямо на землю.

## Традиции и правила
Основными поводами для проведения супры являются дни рождения, свадьбы, похороны, сбор урожая винограда, религиозные праздники и другие общественные мероприятия. По традиции всем действом на супре руководит тамада. За ним закреплено право и обязанность первым произносить тосты и устанавливать их порядок в зависимости от типа и причины супры, передавать право произнести или продолжить тост любому участнику, таким образом каждый участвует в создании единства и взаимоуважения за столом, что собственно и является основной задачей грузинского застолья — супры. 
После каждого тоста не обязательно выпивать вино до дна, это зависит от смысловой нагрузки и его актуальности за конкретным застольем (пример: за именинника на супре в честь его дня рождения; за молодоженов на свадьбе, за усопшего на поминальной супре келехи (с груз. ქელეხი), ормоци (ორმოცი — сорок), или цлистави (წლისთავი)). Так же, если после высказывания участника тамада поднимает свой наполненный сосуд и восклицает „Боломдэ!“ (с груз. ბოლომდე, до конца, в данном случае — пить до дна), нужно выпить до дна, а показательно оставить вино на дне чаши или хотя бы его не пригубить, расценивается как неуважение к тамаде и причине тоста. 
Ещё в первой половине XX-ого века неотъемлемыми атрибутами супры были питейные рога канци и бурдюки для вина из кожи целого телёнка или козы. Такие бурдюки часто можно увидеть на картинах Нико Пиросмани, посвящённых тематике застолья.

### Синяя скатерть

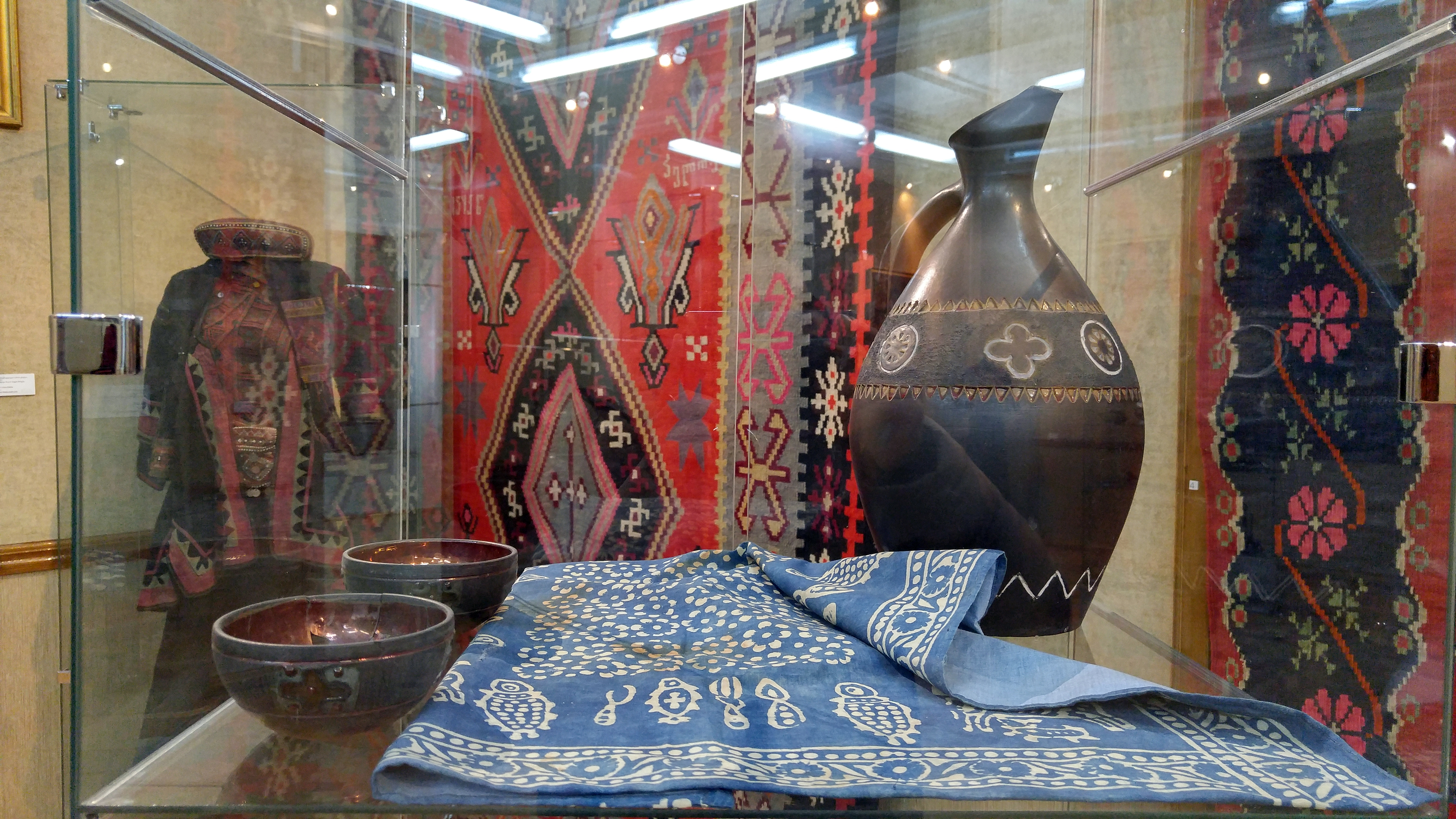
Синяя скатерть в музее

Традиция накрывать стол синей скатертью (ლურჯი სუფრა — лурджи супра) в Грузии зародилась в XVIII веке. Широкое распространение получила в XIX-ом, именно тогда она стала частым, но не обязательным атрибутом на супре. Способ изготовления скатерти пришёл с востока. Компонентами для изготовления таких скатертей были льняная ткань и краска индиго.     

## Тосты
Завершающей фразе тоста может предшествовать продолжительное вступление, которое затрагивает историю семьи, искусство, религию, рассуждения о жизни и смерти.
- Во славу Господа; Да будет слава Господу (груз. დიდება უფალს — дидеба упалс; უფლის დიდება ყოფილიყოს — уплис дидеба копиликос);
- За мир (მშვიდობას გაუმარჯოს — мшвидобас гаумарджос)
- За семьи (ჩვენ ოჯახებს გაუმარჯოს — чвен оджахебс гаумарджос)
- За родину (სამშობლოს გაუმარჯოს — самшоблос гаумарджос)
- За Грузию (საქართველოს გაუმარჯოს — сакартвелос гаумарджос)
- За родителей (მშობლებს გაუმარჯოს — мшоблебс гаумарджос)
- За братьев и сестёр (დედ-მამის შვილებს გაუმარჯოს — дед-мамис швилебс гаумарджос)
- За предков (წინაპრების მოგონება — цинапребис могонеба)
- За усопших (წასულების გახსენება — цасулебис гахсенеба)
- За любовь (სიყვარულს გაუმარჯოს — сикварулс гаумарджос)
- За женщин (მანდილოსნებს გაუმარჯოს — мандилоснебс гаумарджос)
- За матерей (დედებს გაუმარჯოს — дедебс гаумарджос)

Универсальным ответом на произнесённый тост является гаумарджос (груз. გაუმარჯოს), что переводится как «Да здравствует!».

## Интересные факты
22 марта 2017 года традиционное грузинское застолье супра вошло в список нематериального культурного наследия ЮНЕСКО